# أوديت لور
أوديت لور (بالفرنسية: Odette Laure)‏ هي مغنية وممثلة فرنسية، ولدت في 28 فبراير 1917 بباريس في فرنسا، وتوفيت بنفس المكان في 10 يونيو 2004 بسبب نوبة قلبية.

## وصلات خارجية
- أوديت لور على موقع IMDb (الإنجليزية)
- أوديت لور على موقع ألو سيني (الفرنسية)
- أوديت لور على موقع ميوزك برينز (الإنجليزية)
- أوديت لور على موقع أول موفي (الإنجليزية)
- أوديت لور على موقع قاعدة بيانات الأفلام السويدية (السويدية)
- أوديت لور على موقع ديسكوغز (الإنجليزية)
- أوديت لور على موقع قاعدة بيانات الفيلم (الإنجليزية)
- أوديت لور على موقع كينوبويسك (الروسية)